# Фернан Дюпюї
Фернан Дюпюї (2 березня 1917, Жюмільяк-ле-Гран в Дордоні — 15 червня 1999, Лімож) — французький політик, . Член Комуністичної партії Франції, він був генеральним радником Сени, мером Шуазі-ле-Руа і депутатом Сени, а потім Валь-де-Марн.